# 프로그레시브 음악

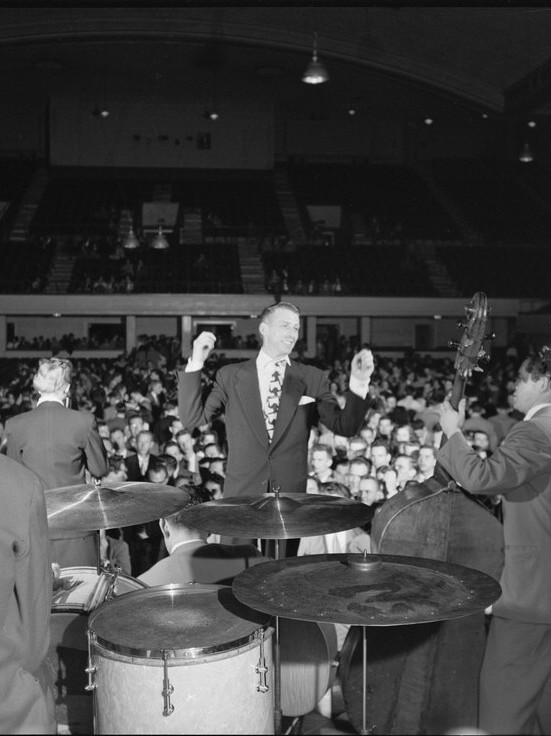
밴드리더 스탄 켄튼은 예술 음악과의 연관성을 엮은 빅밴드 재즈에 복잡하고, 웅장하며 쇳소리를 내는 접근법으로 "프로그레시브 재즈"라는 신조어를 만들어냈다.

프로그레시브 음악(영어: Progressive music)은 특정한 음악 장르의 기존 스타일의 경계를 넓히려고 시도하는 음악이다. 축적에 의한 발전 및 진보를 의미하는 "프로그레스"의 기본 개념에서 따왔으며, 프로그레시브 록의 예처럼 타 장르의 맥락에 배치되기도 한다. "프로그레시브"라고 이름이 붙게 되는 음악은 보통 유럽의 예술 음악, 켈트 민요, 서인도 음악, 아프리카 음악처럼 다양한 문화적 영역에서 받은 영향을 통합한다. 대안문화의 아이디어에 뿌리를 두고 있으며, 음악 산업에 있어서 전통적인 구조로 받아들여지는 음악 작가주의나 콘셉트 음반과도 관련이 있을 수 있다.
예술 이론에서 프로그레시브적 접근은 형식주의와 절충주의 사이에 위치한다. 형식주의는 확립된 외부 구성 체계, 구조적 통일성, 개별 예술 작품의 자율성에 대한 선입견을 말하고 있으며, 절충주의는 스타일의 통합 혹은 통합에 대한 선호를 내포하고 있다. 그러나 형식주의 성향과는 달리 절충주의의 전제에는 역사적, 현대적 스타일과 전자 매체 사이의 불일치를 중단하고, 가끔 매우 다른 성향의 음악 장르, 관용구, 문화적인 코드를 동시에 언급하기도 한다. 마케팅에서의 "프로그레시브"는 상업적인 팝 음악과 상품을 구별하기 위해 사용된다.

## 재즈
프로그레시브 재즈(영어: Progressive Jazz)는 빅밴드의 한 형태로 기존보다 조금 더 복잡하거나 실험적인 것이 특징이다. 특히 웨스트 코스트 재즈의 발전과 나란히 재즈와 근대 음악을 결부시키려는 시도가 백인 모더니스트들에 의하여 성행하게 되었다. 1940년대 이고르 스트라빈스키와 파울 힌데미트 등의 모더니즘 작곡가로부터 특징을 뽑아낸 편곡가에서 시작됐다. 프로그레시브 재즈의 특징은 불협화음, 무조주의, 대담한 효과로 가득 차 있는 것이다.
1940년대 밴드 리더로 활동하던 스탄 켄튼이 프로그레시브 재즈의 대중화에 가장 큰 기여를 하였다. 비평가들은 처음에 해당 음악에 대한 표현 방법을 경계하였다. 디지 길레스피는 자서전에서 "그들은 스탄 켄튼을 모던 재즈라고 불리는 '백인의 희망'으로 만들려고 했고 나의 음악을 '프로그레시브'라고 분류하고는 나에게 내가 '프로그레시브' 음악을 연주한다고 말하려고 했다. 난 '넌 허풍쟁이야!', '스탄 켄튼? 내 음악에는 그의 음악처럼 차갑디차가운 건 없다'고 대답했다"고 언급하였다. 프로그레시브 재즈라는 말은 맨 처음 스턴켄튼악단의 심벌로 쓰였으나, 그 뒤 같은 경향의 재즈를 총칭하는 이름이 되었다. 결과적으로 성공하지는 못했지만, 현대에 와서는 1950년대 전반에 백인 재즈를 상징하는 호칭으로 남아 있다.
프로그레시브 빅밴드(영어: Progressive big band)는 빅밴드나 스윙 음악의 한 스타일로 듣는 것을 위해 만들어졌고, 더욱 촘촘하고 모더니즘적 편곡과 즉흥적으로 연주할 수 있는 공간을 많이 가지고 있다. 온라인 음악 가이드 올뮤직은 켄튼과 함께 길 에반스, 아키요시 도시코, 칼 매시, 프랭크 포스터, 카를라 블레이, 조지 그런츠, 게오르게 그룬츠, 데이비드 암램, 선 라, 듀크 엘링턴과 같은 음악가가 프로그레시브 빅 밴드의 주요 연주자라고 이야기하였다.